# Сусанінський район
Сусанінський район (рос. Сусанинский район) — адміністративно-територіальна одиниця (район) та муніципальне утворення (муніципальний район) на південному заході Костромської області Росії.
Адміністративний центр — смт Сусаніно.

## Історія
Утворено 8 жовтня 1928 року у складі Костромської губернії. Спочатку називався Молвітінський.
14 січня 1929 року увійшов до складу Костромського округу Івановської промислової області. 11 березня 1936 року передано до складу новоствореної Ярославської області, 27 серпня 1939 року перейменовано на Сусанінський.
З 13 серпня 1944 року – у складі Костромської області.

## Населення
| 2002  | 2008  | 2009  | 2010  | 2011  | 2012  | 2013  |
| ----- | ----- | ----- | ----- | ----- | ----- | ----- |
| 9184  | ↘8620 | ↘8534 | ↘7587 | ↘7561 | ↘7489 | ↘7316 |
| 2014  | 2015  | 2016  | 2017  | 2018  | 2019  | 2020  |
| ↘7224 | ↘7123 | ↘7009 | ↘6870 | ↘6723 | ↘6530 | ↘6392 |